# Artur Ballester i Marco
Artur Ballester i Marco (València, 1892 - ibídem, 21 de juny de 1981) fou un dissenyador gràfic, il·lustrador i cartellista. Era germà del també artista Vicente Ballester Marco (premi el 1936 del cartell de falles). Es va formar a l'Escola d'Arts i Oficis de València i a la de Sant Carles.
Ballester va il·lustrar nombrosos cartells, portades de revistes i llibres valencians i espanyols al començament del segle xx, sent un dels destacats renovadors del grafisme a l'estat espanyol en la dècada de 1920. Col·laborava a la revista satírica La Traca. Va ser company de Josep Renau i amic de Vicent Blasco Ibáñez, a qui va il·lustrar llibres. Durant la Segona República va il·lustrar per als republicans, i durant la Guerra Civil, per als anarquistes. Va treballar a un estudi al carrer del Comte de Salvatierra.
Va ser soterrat al Cementeri Municipal de València, a un nínxol situat tres posicions a la dreta d'on jau Blasco Ibáñez. Va cedir la seua obra a la Diputació de València.
Algunes de les seues obres es troben a l'IVAM de València. Té un carrer dedicat al seu nom a la ciutat de València, al Barri de Sant Pau, districte de Campanar.

## Il·lustració i cartells
Alguns encàrrecs d'il·lustració
- 1916: Portada del llibre Crónicas y diálogos de Jacinto Benavente, de l'editorial Cervantes de València.[7]
- 1925: Portada i il·lustracions del llibre Leyendas de Cristo, de Selma Lagerlöf, amb pròleg d'Amanda Labarca.[8]
- 1926: Portada del llibre Un oficial pobre de Pierre Loti de l'editorial Cervantes de Barcelona[9]
- 1933: Portada d' El Almanaque de Valencia.

Alguns cartells
- 1926: Primer cartell anunciador de la festa del Dia del llibre a Barcelona, celebrada el 7 d'octubre de 1926[10]
- 1936: Cartell per les Falles de València.[11]
- 1936: Cartell: «19 Julio 1936», editat pel CNT.[12]
- 1937: Cartell: «Un marino. Un héroe», editat pel CNT / AIT.[13]
- 1937: Cartell: «¡Loor a los héroes!», editat pel CNT.[14]
- 1938: Cartell: «El País Valencià a l'avantguarda d'Ibèria», eidtat per les conselleries de Cultura i Propaganda del Consell Provincial de València. Al cartell es llegeix el lema «Cultura és llibertat. Feixisme és esclavitud».[15][16]

## Exposicions
- 1927 Galeries Laietanes, Barcelona[17][18][19]
- 1997 La EVA Moderna: Ilustración gráfica española, 1914-1935
- 1998 Exposició a València de Los Benlliure. Retrato de familia amb algunes obres d'Arturo Ballester[20]
- Art i Propaganda. Cartells de la Universitat de València

## Publicacions
- ARTURO Ballester 1890 - 1981 : Fundación Caixa De Pensions, [1986], Barcelona / [Textos Manuel García]
- La EVA Moderna : Ilustración gráfica española, 1914-1935 : Madrid, 8 julio - 13 septiembre 1997, Fundación Cultural Mapfre Vida / [texto, Javier Pérez Rojas] ISBN 84-89455-16-3
- ARTISTAS valencianos de la vanguardia de los años 30 : del 13 de junio al 10 de julio, Salas de Exposiciones del Ayuntamiento de Valencia [1980?]
- La PINTURA valenciana desde la posguerra hasta el Grup Parpalló (1939- 1956) : Febrero- mayo 1996, Sala Parpalló, Centre Cultural de la Beneficència / [Textos, Romà de la Calle, Manuel Muñoz Ibáñez, Tina Pastor Ibáñez] ISBN 84-7822-177-8
- A cidade pracenteira : Da verbena ao cabaré : Museo de Belas Artes, do 19 de decembro de 2006 ao 25 de febreiro de 2007 ISBN 978-84-453-4362-3
- Artur Ballester : el dibujo en el campo de batalla. Josep Lluís Seguí i Ferran Cremades Arlandis. A Guadalimar revista quincenal de las artes Madrid : Miguel Fernández Brasó, 1975- 0210-1254 Núm. 19 (gen. 1977), p. 32-33
- [Arturo Ballester. Dibuixos] a Diario oficial de la Exposición Internacional : Barcelona 1929
- Arturo Ballester: su lenguaje gráfico en las vanguardias europeas / M. Ángeles Valls Vicente
- Arturo Ballester, recuperado. Manuel García García a Batik panorama general de las artes arte, diseño, arquitectura, Barcelona : [Publiart, 1973] ISSN 0210-0274 Núm. 52 (nov. 1979), p. 70-72